# 近藤徹
近藤 徹（こんどう とおる、1936年（昭和11年）1月4日 - ）は、日本の土木工学者、建設技監。土木学会認定特別上級土木技術者（総合）。

## 経歴
1959年（昭和34年）東京大学工学部土木工学科を卒業し、建設省に入省する。河川局長、建設技監等を歴任したのち民間に転じ、水資源開発公団総裁を経て、2004年（平成16年）東北電力常任顧問に就任した。建設省時代は薗原ダム、矢木沢ダム、川治ダム、長良川河口堰などに関与した。
ほか、土木学会にて会長、東北支部幹事長、中国支部長、副会長、定款委員長、論説委員、河川協会会長、応用生態工学会会長などを務めた。

## 栄典
- 瑞宝重光章[1]